# Districtes del Japó
Els districtes (郡; gun) del Japó han estat emprat recentment sobretot com a unitat administrativa entre el 1878 i el 1921. Podrien ser comparats amb una comarca. La seva categoria està per sota de les prefectura i per sobre de les ciutats, viles i Japó. Els districtes eren inicialment anomenats kōri i tenen profundes arrels en el Japó. Encara que el Nihon Shoki diu que van ser establerts durant les Reformes Taika, kōri s'escrivien originàricament 評. No va ser fins al Codi Penal i Civil de Taihō que kōri varen començar a ser escrites com a 郡. Sota el Codi Penal i Civil de Taihō, la unitat administrativa de la província (国; kuni) estava per sobre del districte i el poble (里; sato o 郷; sato) estava per sota. El concepte de 郡 ha romàs i és emprat en el Sistema Postal Japonès per identificar la ubicació de viles i pobles. Les ciutats depenen directament de les prefectures i són independents dels districtes, potser la diferència més gran respecte les comarques.

## Casos confusos aHokkaido
Com que els noms districtes han estat únics en les províncies i actualment els límits de les prefectures estan estretament alineats amb els de les províncies, la majoria de noms de districtes són únics en una prefectura. Tanmateix, la Prefectura de Hokkaido, consistent en onze províncies, tenen alguns casos confusos.
Hi ha tres Districtes Kamikawa Districts i dos Districtes Nakagawa a la Prefectura de Hokkaido.
- Districte Kamikawa (Ishikari), en la Subprefectura Kamikawa
- Districte Kamikawa (Teshio), en la Subprefectura Kamikawa
- Districte Kamikawa (Tokachi), en la Subprefectura Tokachi
- Nakagawa (Teshio), en la Subprefectura Kamikawa
- Districte Nakagawa (Tocachi), en la Subprefectura Tokachi

Els districtes Abuta, Rumoi, Sorachi i Yufutsu District són similars a la resta però cada un d'ells són un sol districte a ssignat a dues subprefectures.
- Districte Abutact, en les subprefectures Iburi i Shiribeshi.
- Districte Sorachi, en les subprefectures Kamikawa i Sorachi.
- Districte Teshio, en les subprefectures Rumoi i Soya.
- Districte Yufutsu, en les subprefectures Iburi i Kamikawa.